# Lista över borgmästare i Västerås
Detta är en lista över staden Västerås borgmästare.

## Borgmästare i Västerås
Borgmästare i Västerås stad före 1971.
| Ämbetstid | Namn                    | Levnadstid | Övrigt |
| --------- | ----------------------- | ---------- | ------ |
|           | Arvid Jernstedt         |            |        |
| 1688–1710 | Johan Remmer            | –1710      |        |
| 1719–1755 | Jakob Jernstedt         | 1685–1755  |        |
| 1745–1794 | Erik Uggla              | 1713–1794  |        |
| 1794–1820 | Georg Fredrik Hellman   | 1760–1820  |        |
| 1832–1865 | Gustaf Ferdinand Ekholm | 1803–1865  |        |
| 1865–1899 | Wilhelm Abenius         | 1825–1903  |        |
| 1899–1929 | John Karlsson           | 1855–1929  |        |
| 1931–1939 | Thorwald Bergquist      | 1899–1972  |        |
| 1939–1959 | Olov Rylander           | 1900–1988  |        |
| 1959–1968 | Folke Höijer            | 1904–1996  |        |
| 1969–1970 | Tord Sars               | 1923–2019  |        |